# Lisianthius spathulatus
Lisianthius spathulatus är en gentianaväxtart som beskrevs av Carl Sigismund Kunth. Lisianthius spathulatus ingår i släktet Lisianthius och familjen gentianaväxter. Inga underarter finns listade i Catalogue of Life.